# Chortoq
Chortoq (kyrillisch und tadschikisch Чортоқ; russisch Чарта́к Tschartak) ist eine kreisfreie Stadt und zudem Hauptort des gleichnamigen Bezirkes im usbekischen Teil des Ferghanatales in der Viloyat Namangan.
Seit 1976 besitzt Chortoq die Stadtrechte. Die Einwohnerzahl betrug im Jahr 2010 52.800. Chortoq liegt im Nordosten des Ferghanatales. Chortoq liegt 19 km ostnordöstlich der Viloyathauptstadt Namangan. Chortoq liegt an der Bahnstrecke von Qoʻqon nach Uchqoʻrgʻon. Die Stadt liegt am Flusslauf des Chortoqsoy. Südlich der Stadt verläuft der Nördliche Ferghanakanal.